# Jacques Anselme Dorthès
Jacques Anselme Dorthès, né à Nîmes le 19 juillet 1759 et mort pendant la campagne de 1794 de l'armée des Pyrénées orientales, est un médecin et naturaliste français.

## Biographie
Destiné à entrer dans les ordres, il abandonne le séminaire et se tourne vers la médecine,.
Il fait ses études à l'Université de Montpellier où il devient docteur en médecine en 1787.
Il participe sans succès au concours de 1789-1790 pour la chaire de professeur ouvert à la mort des Prs Jean Sabatier et Jean-Charles de Grimaud.
Il meurt en service commandé pendant la campagne de 1794 où il était allé servir volontairement comme médecin militaire dans les hôpitaux.

## Œuvres
Il remporte le prix de la Société royale des sciences de Montpellier en écrivant l'éloge de Pierre Richer de Belleval.
Il publie bon nombre d'articles d'entomologie dans les Mémoires de la Société royale d'agriculture de France dont il est membre correspondant. Il est aussi membre de la Linnean Society of London et correspond avec James Edward Smith.
Il est aussi un géologue compétent. On lui doit un mémoire sur les cailloux roulés du Rhône composé avec le baron de Servières et des dissertations sur d'autres pierres sur les environs de Nimes.
Le protonyme Dorthesia, donné à une cochenille, a été créé en son honneur à la suite de sa première description sur les feuilles d'une euphorbe (Euphorbia charachias) aux environs de Nîmes. L'espèce Dorthesia characias a été décrite par Arsène Thiébaut de Berneaud. John Obadiah Westwood a décrit l'espèce Dorthesia seychellarum appelée ensuite Icerya seychellarum.
Le nom Dorthesia a été modifié en Dorthezia puis en Orthezia.